# Charles Forest
Charles Forest, né le 3 août 1827 à Chambéry (Savoie) et décédé le 14 mars 1915 à Jacob-Bellecombette (Savoie), est un homme politique français.
D'abord enseignant, il dirige après la guerre de 1870, une papeterie. Conseiller municipal de Chambery et conseiller d'arrondissement, il est conseiller général du canton de Chambéry-sud de 1883 à 1910. Il est sénateur de la Savoie de 1890 à 1909.

## Sources
- « Charles Forest », dans le Dictionnaire des parlementaires français (1889-1940), sous la direction de Jean Jolly, PUF, 1960 [détail de l’édition]